# Edifici de l'Institut Nacional de la Salut (Tarragona)
L'Edifici de l'Institut Nacional de la Salut és una obra de Tarragona protegida com a Bé Cultural d'Interès Local.

## Descripció
Edifici d'habitatges amb tres façanes i una mitgera construït a partir dels dibuixos de Juan de Zavala (1947). Format per planta sotobanc, baixos i quatre pisos superiors.
Els alçats estan construïts mitjançant carreus a la part baixa, a les cantonades, a les motllures dels balcons i als remats de la cornisa.
En la manera de situar l'ornamentació de la façana, així com el tipus de tractament dels buits, es busca establir una ordenació jeràrquica de l'edifici. Horitzontalment, dues cornises divideixen la façana principal. L'ordre de la façana és de deu finestres/balcó a la Rambla Nova, tres finestres al xamfrà, i de cinc al carrer Canyellas. La policromia de la façana també defineix la zona intermèdia de color ocre. L'últim pis amb galeria està coronat per una cornisa decorada amb pinacles geomètrics.
La qualitat del conjunt s'observa pel sistema de proporcions dels buits i l'equilibri entre les franges verticals i les horitzontals dels balcons.
Aquest edifici destaca per continuar la tipologia franquista i per la integració amb el paisatge de la Rambla Nova.